# Halocosa
Halocosa is een geslacht van spinnen uit de familie wolfspinnen (Lycosidae).

## Soorten
De volgende soorten zijn bij het geslacht ingedeeld: 
- Halocosa cereipes (L. Koch, 1878)
- Halocosa hatanensis (Urita, Tang & Song, 1993)